# Hipódromo de Longchamp
O Hipódromo de Longchamp (em francês:  Hippodrome de Longchamp), situado no Bois de Boulogne (2 Route des Tribunes), Paris, é um hipódromo francês com cerca de 57 ha e 20.000m2 de área construída.
Com uma estrutura que teve sua última intervenção em 1925, o Hipódromo está a passar por uma total reconstrução com participação de uma empresa portuguesa do Dst group, numa obra do arquiteto Dominique Perrault, que venceu um concurso internacional com seu projeto, em 2011.